# Huihui Lifa

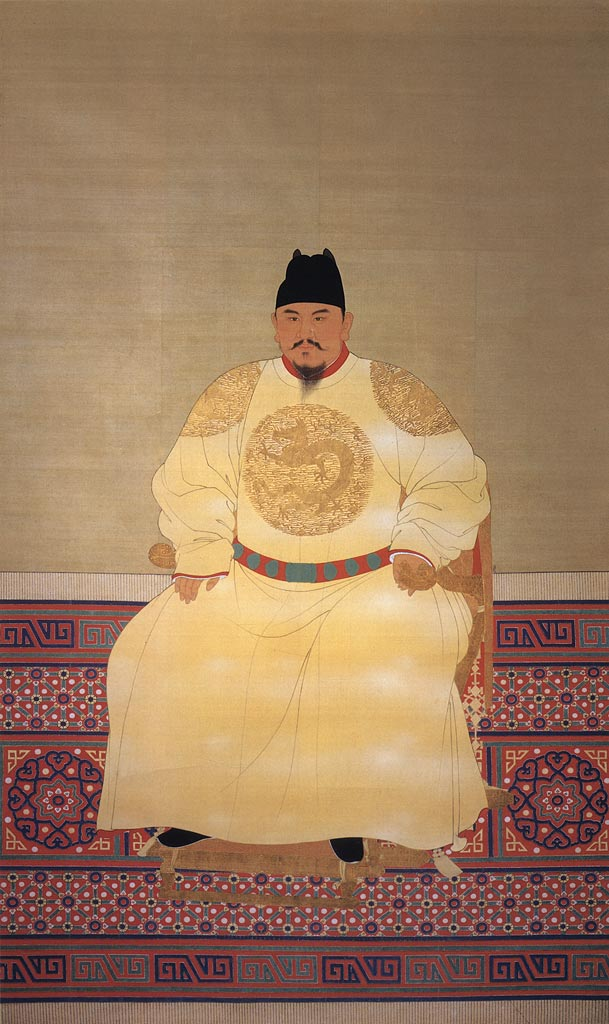
Portret van Keizer Hongwu (regeerperiode: 1368–98)

De Huihui Lifa (traditionele karakters: 回回歷法; vereenvoudigd: 回回历法; pinyin: Huíhuí Lìfǎ) was een verzameling astronomische tabellen die gedurende de Ming-dynastie vanaf het eind van de 12e eeuw tot het begin van de 18e eeuw in China werden uitgegeven. De tabellen waren gebaseerd op een Chinese vertaling van een Zij (Islamitisch astronomische tabel). De titel Huihui Lifa betekent letterlijk "Methode van de Moslimkalender".

## Geschiedenis
Rond 1384, ten tijde van de Ming-dynastie, beval Keizer Hongwu de Chinese vertaling en samenstelling van een Zij. Dit keizerlijke bevel werd uitgevoerd door de astronomen Mashayihei, een Moslimgeleerde, en Wu Bozong, een Chinese geleerde uit de bureaucratie.
Deze tabellen werden later bekend als de Huihui Lifa en werden tot aan het begin van de 18e eeuw een aantal keer uitgegeven in China, ondanks het feit dat de Qing-dynastie in 1659 officieel was afgestapt van de traditie van de Chinees-Islamitische astronomie.

## DeHuihui Lifain Korea

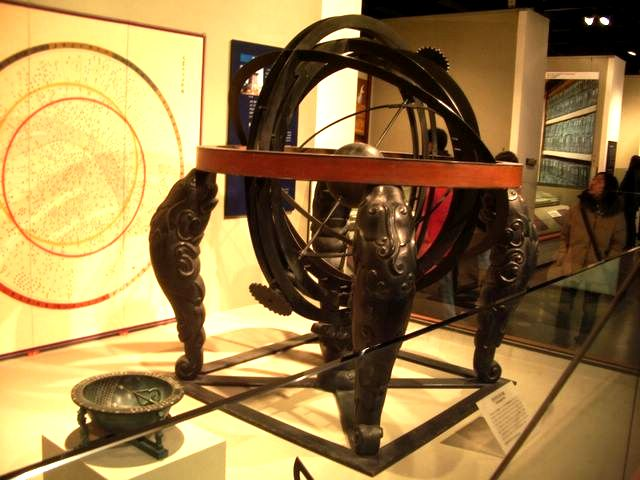
Koreaanse hemelglobe, gebaseerd op de Huihui Lifa.

In de vroege Joseondynastie, diende de Islamitische kalender als basis voor de kalenderhervorming, omdat de Islamitische tabellen veel exacter waren dan de in gebruik zijnde tabellen die waren gebaseerd op Chinese tabellen. Een Koreaanse vertaling van de Huihui Lifa werd in de 15e eeuw bestudeerd tijdens de regeringsperiode van Sejong de Grote van de Joseondynastie. In Korea bleef de traditie van Chinees-Islamitische astronomie voortbestaan tot en met het begin van de 19e eeuw.